# 다지마국

다지마 국

다지마국(일본어: 但馬国 다지마노쿠니[*])은 산인도에 위치한 일본의 옛 구니이다. 현재의 효고현 북부에 해당한다. 단슈(但州)라고도 한다.

## 군
- 아사고군(일본어판)(朝来郡)
- 야부군(일본어판)(養父郡)
- 이즈시군(일본어판)(出石郡)
- 게타군(일본어판)(気多郡)
- 기노사키군(일본어판)(城埼郡)
- 미쿠미군(일본어판)(美含郡)
- 시쓰미군(일본어판)(七美郡)
- 후타카타군(일본어판)(二方郡)